# 斯塔夫基 (里夫內區)
50°39′22″N 26°8′25″E / 50.65611°N 26.14028°E
斯塔夫基（烏克蘭語：Ставки），是烏克蘭西北部里夫内州里夫内区霍羅多克市鎮的村落。始建於1713年，面積0.84平方公里，海拔高度189米，2001年人口500，人口密度每平方公里595.2人。